# Pangonius striatus
Pangonius striatus är en tvåvingeart som först beskrevs av Szilady 1923.  Pangonius striatus ingår i släktet Pangonius och familjen bromsar. Inga underarter finns listade i Catalogue of Life.